# Gouvernement Choguel Kokalla Maïga
République du Mali
Ouane II A. Maïga
Le gouvernement Choguel Kokalla Maïga est le gouvernement de la république du Mali en fonction du 11 juin 2021 au 20 novembre 2024,.

## Historique du mandat
Dirigé par le Premier ministre sortant indépendant Choguel Kokalla Maïga, il succède au gouvernement Moctar Ouane (2).
L'Union pour la république et la démocratie (URD) et l'Alliance démocratique pour la paix (ADP-Maliba), représentés au sein du gouvernement précédent, sont de nouveau représentés.
Le 28 mai, peu après son coup d'État contre Bah N'Daw et Moctar Ouane, Assimi Goïta, annonce que le poste de Premier ministre reviendra au M5. Celui-ci désigne Choguel Maïga pour la fonction. Choguel Maïga  est formellement nommé le 7 juin 2021, après la prestation de serment de Goïta à la Cour suprême. Le gouvernement est formé le 11 juin.
Le 14 novembre 2024, après lui avoir reproché de ne pas le laisser gouverner, Choguel Kokalla Maïga, appelle le gouvernement de Assimi Goïta à discuter de la fin de la période de transition. Le 20 novembre, il est démis de ses fonctions par Assimi Goïta, et son gouvernement dissout.

## Composition
- Les nouveaux ministres sont indiqués en gras, ceux ayant changé d'attributions en italique.

| Portefeuille | Titulaire | Titulaire                | Parti      |
| --- | --------- | ------------------------ | ---------- |
| Premier ministre |           | Choguel Kokalla Maïga    | MPR        |
| Ministre de la Défense et Anciens combattants |           | Sadio Camara             | Militaire  |
| Ministre de la Justice |           | Mamadou Kassogué         | SE         |
| Ministre de la Refondation des institutions |           | Ibrahim Ikassa Maïga     | URD        |
| Ministre de l'Administration territoriale et de la Décentralisation                                                                                        |           | Abdoulaye Maïga          | Militaire  |
| Ministre de la Sécurité et de la Protection civile |           | Daouda Aly Mohammedine   | Militaire  |
| Ministre de la Réconciliation nationale |           | Ismaël Wagué             | Militaire  |
| Ministre des Transports et des Infrastructures |           | Dembéle Madina Sissoko   | SE         |
| Ministre des Affaires étrangères et de la Coopération internationale                                                                                       |           | Abdoulaye Diop           | SE         |
| Ministre de l'Économie et des Finances |           | Alfousseyni Sanou        | SE         |
| Ministre de l'Éducation nationale |           | Sidibé Dedeou Ousmane    | SE         |
| Ministre de l'Enseignement supérieur et de la Recherche scientifique                                                                                       |           | Amadou Keïta             | SE         |
| Ministre des Mines, de l'Énergie et de l'Eau |           | Lamine Seydou Traoré     | SE         |
| Ministre de la Santé et du Développement social |           | Diéminatou Sangaré       | SE         |
| Ministre du Travail et de la Fonction publique et du dialogue social                                                                                       |           | Diawara Aoua Paul Diallo | URD        |
| Ministre de la Jeunesse et des Sports |           | Moussa Ag Attaher        | SE         |
| Ministre de la Population du Mali à l'étranger et de l'Intégration africaine                                                                               |           | Hamdou Ag Ilène          | SE         |
| Ministre du Développement rural |           | Modibo Keïta             | SE         |
| Ministre de l'Entreprenariat national, de l'Emploi et de la Formation professionnelle                                                                      |           | Bakary Doumbia           | SE         |
| Ministre de la Promotion de la femme, de l'Enfant et de la Famille                                                                                         |           | Wadidié Founè Coulibaly  | SE         |
| Ministre de l'Industrie, du Commerce et de la Promotion des investissements                                                                                |           | Mahmoud Ould Mohamed     | SE         |
| Ministre de l'Urbanisme et de l'Habitat |           | Bréhima Kamena           | SE         |
| Ministre de l'Environnement, de l'Assainissement et du Développement durable                                                                               |           | Modibo Koné              | SE         |
| Ministre de la Communication et de l'Économie numérique |           | Harouna Mamadou Toureh   | SE         |
| Ministre de la Culture, de l'Artisanat et du Tourisme |           | Andogoly Guindo          | SE         |
| Ministre des Affaires religieuses et du Culte |           | Mahamadou Koné           | SE         |
| Ministre délégué auprès du Premier ministre, chargé des Réformes politique et institutionnelles                                                            |           | Fatoumata Sékou Dicko    | SE         |
| Ministre délégué auprès du ministre de la Santé et du Développement social, chargé de l'Action humanitaire, de la Solidarité, des Réfugiés et des Déplacés |           | Oumarou Diarra           | SE         |
| Ministre délégué auprès du ministre du Développement rural, chargé de l'Élevage et de la Pèche                                                             |           | Youba Ba                 | ADP-Maliba |